# رمت گن
رَمَت گَن  (به عبری:רמת גן) یکی از شهرهای اسرائیل است. شهر رمت گن یکی از چند شهر به هم پیوسته‌ای است که تل‌آویو بزرگ را تشکیل می‌دهند.
دانشگاه مذهبی برایلان در شهر رمت گن واقع شده است. هم‌چنین بزرگ‌ترین بیمارستان و مرکز درمانی در کشور اسرائیل به نام مرکز درمانی شیبا، در شهر رمت گن واقع شده‌است.این شهر در کل دارای ۱۱۲ کنیسه و دو یشیوا (حوزه‌های سنتی مطالعه و آموزش «تلمود‌»و «تورات‌‌») است. همچنین مرکز کابالا در این شهر واقع شده‌است.
هم‌چنین یک ورزشگاه‌ بزرگ چندمنظوره با ظرفیت ۴۱٬۵۸۳ نفر، با نام ورزشگاه رمت گن یا «ورزشگاه ملی» در شهر رمت گن قرار دارد که خانه کنونی تیم ملی فوتبال اسرائیل است.

## معرفی کلی
رامات گان، رمت گن (به عبری: רָמַת גַּן)(به عربی: رامات قن) شهری است در ناحیه تل آویو اسرائیل، واقع در شرق منطقه تل آویو، که تل آویو بزرگ را تشکیل می دهند. این منطقه دارای یک منطقه تبادل الماس(یکی از مبادلات بزرگ الماس در جهان)، مرکز پزشکی شبا (بزرگترین بیمارستان در اسرائیل) و بسیاری از صنایع با فناوری پیشرفته است.رمت گن در سال ۱۹۲۱ به عنوان موشاو شیتوفی، یک شهرک کشاورزی اشتراکی تأسیس شد. در سال ۲۰۲۲ تقریباً ۲۰۰ هزار نفر جمعیت داشت.

## تاریخچه
رمت گن در سال ۱۹۳۶

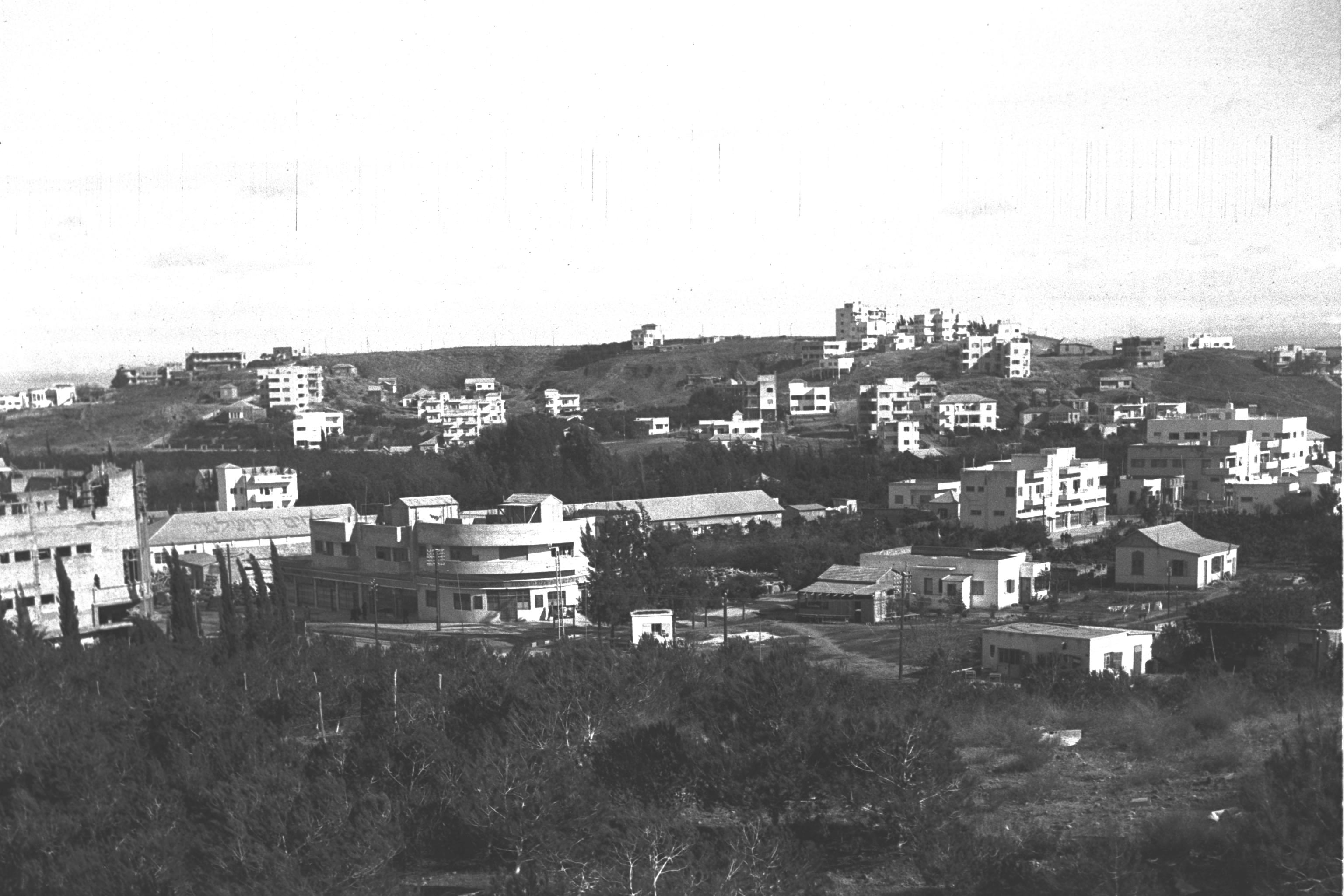

رمت گن توسط انجمن Ir Ganim در سال ۱۹۲۱ به عنوان یک شهر اقماری تل آویو تأسیس شد. اولین قطعه زمین بین سالهای ۱۹۱۴ و ۱۹۱۸ خریداری شد. این شهرک درست در جنوب روستای عرب‌نشین جریشا قرار داشت. نام این شهرک در سال ۱۹۲۳ به رامات گان (معنی:ارتفاع باغ) تغییر یافت. این شهرک تا سال ۱۹۳۳ به عنوان موشاو به کار خود ادامه داد، اگرچه در سال ۱۹۲۶ به وضعیت شورای محلی رسید. در این زمان دارای ۴۵۰ ساکن بود. در دهه ۱۹۴۰، رمت گن به میدان جنگ داخلی عقیدتی کشور تبدیل شد: یک چاپخانه زبان ییدیش در رمت گن توسط افراط‌ گرایان عبری زبان منفجر شد.
رمت گن در سال ۱۹۴۸

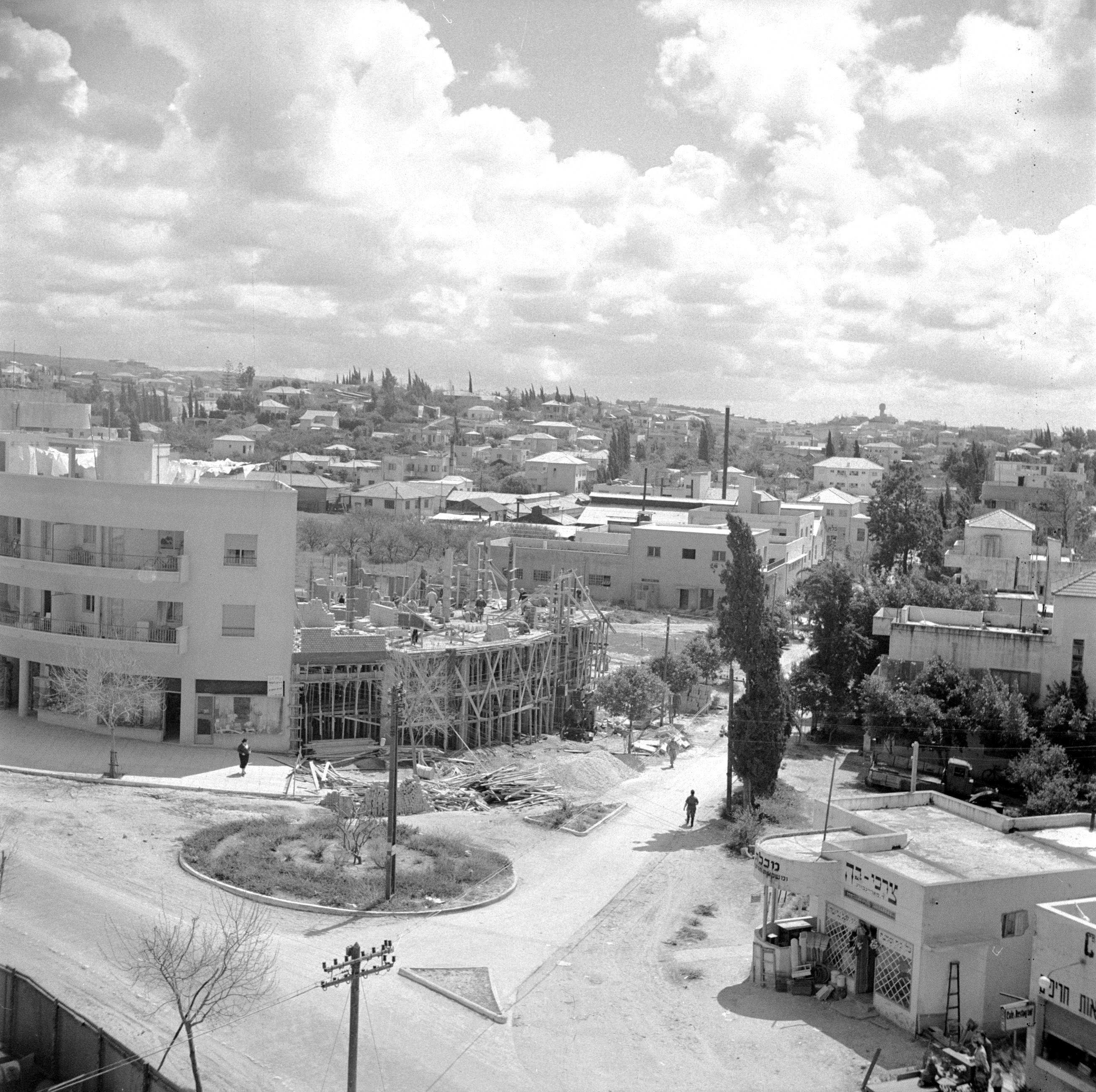

با گذشت سالها، اقتصاد از کشاورزی به تجارت و صنعت تغییر کرد. تا سال ۱۹۴۶، جمعیت به ۱۲۰۰۰ نفر افزایش یافت. در سال ۱۹۵۰، رمت گن به عنوان یک شهر شناخته شد. جمعیت شهر با هجوم یهودیان عراقی به اسرائیل در طی عملیات عزرا و نحمیا به شدت افزایش یافت. آنقدر مهاجران عراقی در رمت گن ساکن شدند که به «بغداد کوچک» شهرت یافته بود. در سال ۱۹۵۵، ۵۵۰۰۰ نفر جمعیت داشت. اولین شهردار آوراهام کرینیتزی بود که به مدت ۴۳ سال در سمت خود باقی ماند. در سال ۱۹۶۱، منطقه شهرداری رمت گن به سمت شرق گسترش یافت و منطقه ای را در بر گرفت که شامل مرکز پزشکی شبا در تل هاشومر و دانشگاه برایلان می شود. در سال ۱۹۶۸، بزرگترین بورس الماس جهان در رمت گن افتتاح شد. مرکز پزشکی شبا و بورس الماس اسرائیل در رمت گن واقع شده اند.

## مشاهیر رمت گن
- ایلان رامون، خلبان و نخستین فضانورد اسرائیلی که در فاجعه سقوط شاتل فضایی کلمبیا کشته شد.
- آویو گفن، خواننده، ترانه‌سرا و نوازندهٔ اسرائیلی.
- ایهود بنی ، خواننده و ترانه سرا.

## شهرهای خواهرخوانده
- فینیکس، آریزونا ، ایالات متحده  (از ۲۰۰۵)
- منطقه بارنت لندن ، بریتانیا  (از ۱۹۷۶)
- کاسل ، آلمان  (از ۱۹۹۰)
- استراسبورگ ، فرانسه  (از ۱۹۹۱)
- پنزا ، روسیه  (از ۲۰۰۷)
- وروتسواف لهستان  (از ۱۹۹۷)